# Peperomia siziana
Peperomia siziana är en pepparväxtart som beskrevs av C. Dc. och J. D. Smith. Peperomia siziana ingår i släktet peperomior, och familjen pepparväxter. Inga underarter finns listade i Catalogue of Life.